# Trygve Reenskaug
Trygve Mikkjel Heyerdahl Reenskaug (21 de junho de 1930 – Oslo, 14 de junho de 2024) foi um cientista da computação norueguês e professor emérito da Universidade de Oslo. 

## Carreira
Ele formulou o padrão Model-View-Controller (MVC) ou Modelo-Visão-Controle para o projeto de software Graphic User Interface (GUI) ou Interface Gráfica do Usuário (IGU), em 1979, ao visitar o Centro de Pesquisas de Palo Alto, da Xerox (PARC). Seu primeiro projeto principal de software, "Autokon", produziu um programa CAD/CAM bem sucedido que foi usado pela primeira vez em 1963 e que continuou em uso por estaleiros em todo o mundo, por mais de 30 anos.
Reenskaug descreveu seus precoces esforços com o Smalltalk e com os conceitos orientados a objetos, da seguinte forma:
Ele se envolveu, amplamente, na pesquisa de métodos orientados a objetos e desenvolveu a  Object Oriented Role Analysis and Modeling (OOram) ou Função de Análise e Modelagem Orientada a Objetos (famOO) e a ferramenta OOram/famOO em 1983. Ele fundou a empresa de tecnologia da informação Taskon, em 1986, que desenvolveu ferramentas baseadas em OOram/famOO. As idéias OOram amadureceram e evoluíram substancialmente no projeto BabyUML que culminou com a criação do paradigma Data, Context, and Interaction (DCI) ou Dados, Contexto e Interação.
Reenskaug escreveu o livro Working With Objects: The OOram Software Engineering Method ou Trabalhando com Objetos: o Método de Engenharia de Software OOram/famOO, com os co-autores Per Wold e Odd Arild Lehne. Mais tarde, ele escreveu uma máquina virtual para o Unified Modeling Language (UML) ou Linguagem de Modelagem Unificada (LMU). Atualmente, ele é professor emérito de Informática da Universidade de Oslo.